# Poloje
Poloje su naselje u Republici Hrvatskoj u Požeško-slavonskoj županiji, u sastavu grada Pleternice.

## Zemljopis
Poloje je smješteno oko 7 km južno od Pleternice,  susjedna naselja su Sulkovci na sjeveru, Komorica i Ratkovica na jugu Požeška Koprivnica na zapadu i Bučje na istoku.

## Stanovništvo
Prema popisu stanovništva iz 2011. godine Poloje je imalo 87 stanovnika.
| broj stanovnika |       |       |       |       |       |       |       |       |       |       |       |       |       | 74    | 85    | 87    | 66    |
|                 | 1857. | 1869. | 1880. | 1890. | 1900. | 1910. | 1921. | 1931. | 1948. | 1953. | 1961. | 1971. | 1981. | 1991. | 2001. | 2011. | 2021. |